# Ла-Рокбрюсан (кантон)
Ла-Рокбрюсан (фр. La Roquebrussanne) — упразднённый кантон на юго-востоке Франции, в регионе Прованс — Альпы — Лазурный Берег (департамент — Вар, округ — Бриньоль).

## Состав кантона
До марта 2015 года включал в себя 8 коммун, площадь кантона — 213,91 км², население — 21 232 человек (2010), плотность населения — 99,26 чел/км².
| Коммуна                 | Французское название        | Площадь, км² | Население, чел. (2012) | Плотность, чел/км² |
| ----------------------- | --------------------------- | ------------ | ---------------------- | ------------------ |
| Гареу                   | Garéoult                    | 15,75        | 5 486                  | 348                |
| Ла-Рокбрюсан            | La Roquebrussanne           | 37,05        | 2 513                  | 68                 |
| Мазог                   | Mazaugues                   | 53,79        | 848                    | 16                 |
| Меун-ле-Монтриё         | Méounes-lès-Montrieux       | 40,92        | 2 051                  | 50                 |
| Неуль                   | Néoules                     | 25,08        | 2 533                  | 101                |
| Рокбарон                | Rocbaron                    | 20,28        | 4 059                  | 200                |
| Сент-Анастази-сюр-Исоль | Sainte-Anastasie-sur-Issole | 10,71        | 1 882                  | 176                |
| Форкалькере             | Forcalqueiret               | 10,33        | 2 632                  | 255                |

29 марта 2015 года кантон официально упразднён согласно директиве от 27 февраля 2014 все 8 коммун административно переподчинены вновь созданному кантону Гареу.